# Wolfgang Stockmeier
Wolfgang Stockmeier (* 13. Dezember 1931 in Essen; † 11. Dezember 2015) war ein deutscher Komponist, Organist und Hochschullehrer.

## Vita
Stockmeier studierte nach seinem Abitur am Burggymnasium in Essen von 1951 an Schul- und Kirchenmusik sowie Komposition an der Kölner Musikhochschule. Des Weiteren studierte er an der Universität Köln Musikwissenschaft, Germanistik und Philosophie (Promotion zum Dr. phil.). Ab 1960 unterrichtete er als Dozent an der Kölner Musikhochschule Theorie, Orgel und Orgelimprovisation. 1962 erfolgte die Ernennung zum Professor und 1970 zum Kirchenmusikdirektor. 1974 übernahm er als Nachfolger von Michael Schneider die Leitung der Abteilung für Evangelische Kirchenmusik. Er lehrte auch in Düsseldorf und Herford. Stockmeier gab fast 3000 Orgelkonzerte und spielte etwa 150 Tonträger ein. Seit 2008 war er Vorsitzender des Vereins Hallische Musiktage, der die Organisation der Hallischen Musiktage übernommen hat. 2007 wurde er für sein Schaffen mit dem Johann-Wenzel-Stamnitz-Preis der Künstlergilde Esslingen ausgezeichnet. 

## Schüler
- Joachim Dorfmüller
- Ludger Lohmann[2]
- Thomas Schmidt
- Hans Wülfing

## Schriften
- Die Programmmusik. 1970.
- Musikalische Formprinzipien. 1976.
- Die deutsche Orgelsonate der Gegenwart. 1958.

## Kompositionen (Auswahl)
- Verwandlung einer Collage, 1992
- Sechs Praeludien für Orgel, 2003
- Toccata VII für Orgel
- Sentiment, 2005
- Nun komm, der Heiden Heiland, (Adventsmotette), 2003
- Messe für Orgel und gemischten Chor, 1972
- Jauchzt, alle Lande, Gott zu Ehren, (Partita) 1968
- Die Erweckung der Tochter des Jairus (Matth. 9, 18–19 und 23–26), Motette, 1976
- Die Versuchung Jesu (Matth. 4, 1–11) Motette, 1968
- Litanei (Martin Luther), Kantionalmotette, 1979
- 10 Sonaten für Orgel

## Tonträger (Auswahl)
- Das gesamte Orgelwerk von J. S. Bach
- Charles Marie Widor, 8. Symphonie
- Julius Reubke, Sonate 94.Psalm und Sigfrid Karg-Elert, Sinfonischer Choral „Jesu, meine Freude“; aufgenommen an der Orgel der Marien-Basilika in Kevelar, ediert vom Label Psallite
- Orgelwerke von Johann Ludwig Krebs (großes Präludium und Fuge f-moll, Teile der Clavierübung über Choräle)